# Listă de filme americane din 1913
Aceasta este o listă de filme americane din 1913:
| Titlu                             | Regizor                            | Actori                                                                        | Gen                | Note                                         |
| --------------------------------- | ---------------------------------- | ----------------------------------------------------------------------------- | ------------------ | -------------------------------------------- |
| The Adventures of Kathlyn         | Francis J. Grandon                 | Kathlyn Williams                                                              | Aventuri, serial   |                                              |
| American Born                     | Lorimer Johnston                   | Sydney Ayres, Harry von Meter, Charles Cummings                               | Dramatic           |                                              |
| L'Article 47                      |                                    | William Garwood, Victory Bateman, Howard Davies                               | Dramatic           | [ 1 ]                                        |
| Back to Life                      | Allan Dwan                         | J. Warren Kerrigan, Pauline Bush                                              | Dramatic           |                                              |
| Barney Oldfield's Race for a Life | Mack Sennett                       | Mack Sennett, Mabel Normand, Ford Sterling, Barney Oldfield                   | Comedie            |                                              |
| Beau Brummel                      | James Young                        | James Young, Clara Kimball Young                                              | Aventuri           |                                              |
| Beautiful Bismark                 |                                    | William Garwood                                                               | Dramatic           |                                              |
| Bianca                            | Robert Thornby                     | George Cooper                                                                 |                    |                                              |
| Bloodhounds of the North          | Allan Dwan                         | Murdock MacQuarrie, Pauline Bush                                              | Dramatic           |                                              |
| Bob's Baby                        |                                    | Jean Acker                                                                    | Comedie            |                                              |
| The Caged Bird                    |                                    | William Garwood, Marguerite Snow                                              | Dramatic           |                                              |
| Calamity Anne's Beauty            | Allan Dwan                         | Louise Lester                                                                 |                    |                                              |
| Calamity Anne's Dream             | Allan Dwan                         | Louise Lester                                                                 |                    |                                              |
| Calamity Anne's Inheritance       | Allan Dwan                         | Louise Lester                                                                 |                    |                                              |
| Calamity Anne's Vanity            | Allan Dwan                         | Louise Lester                                                                 |                    |                                              |
| Calamity Anne, Heroine            | Allan Dwan                         | Louise Lester                                                                 |                    |                                              |
| Cohen Saves the Flag              | Mack Sennett                       | Ford Sterling, Mabel Normand                                                  | Comedie            |                                              |
| The Cub Reporter's Temptation     |                                    | Earle Foxe, Alice Joyce, Tom Moore                                            | Dramatic           |                                              |
| Cupid in a Dental Parlor          | Henry Lehrman                      | Fred Mace                                                                     | Comedie            | Apariție neconfirmată a lui Harold Lloyd     |
| A Desperate Chance                | Kenean Buel                        | Earle Foxe, Alice Hollister, Robert G. Vignola, Helen Lindroth, Miriam Cooper | Dramatic           |                                              |
| Dr. Jekyll și Mr. Hyde            | Herbert Brenon și Carl Laemmle     | King Baggot                                                                   | Groază             |                                              |
| The Evidence of the Film          | Lawrence Marston, Edwin Thanhouser | William Garwood, Marie Eline                                                  | Crimă              |                                              |
| The Face at the Window            |                                    | Earle Foxe, Irene Boyle, Stuart Holmes                                        | Dramatic           |                                              |
| The Fire Coward                   |                                    | Earle Foxe, Irene Boyle                                                       | Dramatic           |                                              |
| The Flirt and the Bandit          | Lorimer Johnston                   |                                                                               | Dramatic           |                                              |
| For the Crown                     | Lorimer Johnston                   | Charlotte Burton, Helen Armstrong, J. Warren Kerrigan                         |                    |                                              |
| For the Flag                      | Lorimer Johnston                   | Charlotte Burton                                                              | Dramatic           |                                              |
| A Forest Romance                  | Frank Montgomery                   | Harry von Meter, Mona Darkfeather                                             |                    |                                              |
| The Game Warden                   |                                    | Earle Foxe, Irene Boyle, Stuart Holmes                                        | Comedie romantică  |                                              |
| The Girl and the Greaser          | Allan Dwan                         | Charlotte Burton, J. Warren Kerrigan, Louise Lester                           |                    |                                              |
| The Greater Love                  | Allan Dwan                         | Charlotte Burton, Mabel Brown, Edward Coxen                                   | Dramatic           |                                              |
| His Chum the Baron                | Mack Sennett                       | Ford Sterling                                                                 | Comedie            | Apariție neconfirmată a lui Harold Lloyd     |
| Hulda of the Netherlands          |                                    |                                                                               |                    |                                              |
| Uraganul Galveston                | King Vidor                         |                                                                               | Dramatic           | Debut regizoral al lui Vidor                 |
| In the Secret Service             | Henry MacRae                       | Charles Bartlett                                                              | Western            |                                              |
| Justice of the Wild               | Frank E. Montgomery                | Harry von Meter, Mona Darkfeather                                             | Aventuri           |                                              |
| A Little Hero                     | George Nichols                     | Mabel Normand, Harold Lloyd                                                   | Comedie            |                                              |
| The Mirror                        | Anthony O'Sullivan                 | Henry B. Walthall                                                             |                    |                                              |
| Oil and Water                     | D. W. Griffith                     | Blanche Sweet, Henry B. Walthall, Lionel Barrymore                            | Dramatic           |                                              |
| The Old Monk's Tale               | J. Searle Dawley                   | Ben F. Wilson                                                                 | Dramatic           | Prima apariție confirmată a lui Harold Lloyd |
| The Proof of the Man              |                                    | Alexander Gaden, Edna Maison                                                  | Dramatic           |                                              |
| The Quakeress                     | Raymond B. West                    | Louise Glaum                                                                  | Dramatic           |                                              |
| The Restless Spirit               | Allan Dwan                         | J. Warren Kerrigan, Pauline Bush                                              | Dramatic           |                                              |
| The Rose of San Juan              | Sydney Ayres                       | Sydney Ayres, Charlotte Burton, Louise Lester                                 | Dramatic           |                                              |
| Rory o' the Bogs                  | J. Farrell MacDonald               | J. Warren Kerrigan                                                            |                    |                                              |
| Sally Scraggs, Housemaid          | Robert Z. Leonard                  | Robert Z. Leonard, Margarita Fischer                                          | Comedie            | [ 2 ]                                        |
| The Shoemaker and the Doll        |                                    | William Garwood                                                               | Dramatic           |                                              |
| The Telephone Girl and the Lady   | D. W. Griffith                     | Mae Marsh, Claire McDowell                                                    | Dramatic           |                                              |
| Three Friends                     | D. W. Griffith                     | Henry B. Walthall, Blanche Sweet, Lionel Barrymore                            | Dramatic           |                                              |
| The Twelfth Juror                 | George Lessey                      | Ben F. Wilson                                                                 | Dramatic           |                                              |
| Unto the Third Generation         | Harry Solter                       | Earle Foxe, Florence Lawrence, Matt Moore                                     | Romantic, dramatic |                                              |
| While There's Life                |                                    | Charlotte Burton, Jean Durrell                                                | Dramatic           |                                              |
| Woman's Honor                     | Allan Dwan                         | Charlotte Burton, Louise Lester                                               | Dramatic           |                                              |